# Geostachys belumensis
Geostachys belumensis är en enhjärtbladig växtart som beskrevs av Chong Keat Lim och K.H.Lau. Geostachys belumensis ingår i släktet Geostachys och familjen Zingiberaceae. Inga underarter finns listade i Catalogue of Life.